# Theroscopus lamelliger
Theroscopus lamelliger är en stekelart som först beskrevs av Smits van Burgst 1913.  Theroscopus lamelliger ingår i släktet Theroscopus och familjen brokparasitsteklar. Inga underarter finns listade i Catalogue of Life.